# Каракет
Караке́т (фр. Caraquet)  — місто на Акадійському півострові у провінції Новий Брансвік (Канада). Один з найважливіших центрів національного і культурного життя акадійців. 
Назва "Каракет" походить з індіанських мов.
Майже все населення — франкомовні акадійці.

## Історія
Засновником поселення на місці сучасного Каракета вважається Габріель Жиро на прізвисько Сен-Жан (Gabriel Giraud dit Saint-Jean). Він оселився тут у 1731. Після депортації акадійців британськими військами (1755) частина втікачів оселилася у районі Акадійського півострова. Частину з них депортували пізніше. 
У 1766, після падіння Нової Франції, частина акадійців повернулася до району Каракета.
Під час шкільної кризи 1871-1875 років в Каракеті відбулися народні протести, під час яких загинув молодий рибалка Луї Майу. На місці його загибелі тепер стоїть пам'ятник, а вулицю названо вулицею Патріотів (rue des Patriotes).

## Друкована преса
У Каракеті видається газета L'Acadie nouvelle. Назва перекладається як Нова Акадія.